# Carsten Isensee
Carsten Isensee (Ahnsen, 1960)  es vicepresidente ejecutivo de Finanzas e IT desde el 1 de junio de 2019. Fue presidente en funciones de SEAT desde enero a octubre de 2020. Es licenciado en Administración de Empresas por la Universidad de Wilhelmshaven (Alemania).

## Carrera profesional
Carsten Isensee ha desarrollado la totalidad de su carrera en el Grupo Volkswagen, compañía a la que se incorporó en 1987. Ha desempeñado diferentes puestos ligados al área financiera de Volkswagen tanto en la sede del Grupo en Alemania como otros centros. En este periodo, fue miembro de la Junta de Finanzas y Control en Eslovaquia, ocupó el puesto de Director de Finanzas y IT en Sudáfrica y posteriormente fue director de Finanzas, Tecnologías de la Información y Estrategia Corporativa en Brasil. Hasta su incorporación en SEAT, era el máximo responsable de Finanzas en Volkswagen Group China, cargo que desempeñó durante los últimos 5 años.
A lo largo de su carrera, entre otras funciones, ha representado a la compañía en el mercado de capitales y en negociaciones con accionistas, instituciones políticas, sindicatos y organizaciones gubernamentales. Además, ha puesto en marcha diversos programas de reestructuración organizacional y, en China, también participó en la creación de servicios digitales y de movilidad inteligente.
Además, como vicepresidente ejecutivo de Finanzas de la compañía, Isensee es el máximo responsable de la consolidación de las cifras récord de beneficio e inversión de la compañía y se encarga de afianzar la base financiera para los proyectos de futuro de SEAT.